# 'Nzuddi
Gli 'nzuddi, in siciliano i 'nzuddi, sono dolci tipici della provincia di Messina, di forma quadrata o rettangolare, leggermente schiacciata, di colore dorato, a base di farina, zucchero, mandorle, cannella, albume d'uovo e ammoniaca.

## Etimologia
Questi dolci vennero creati, e venivano preparati, nel monastero di S. Vincenzo dalle suore Vincenziane. Il nome 'nzuddi deriverebbe dall'abbreviazione del nome Vincenzo, il cui diminutivo in siciliano sarebbe Vincinzuddu. Il monastero si trovava nella zona dell'attuale Piazza San Vincenzo a Messina. Crollò con il terremoto del 1908.

## Storia
Gli 'nzuddi sono dei dolci tipici messinesi reperibili durante tutto l'anno nella pasticcerie e nei panifici della città dello stretto e vengono serviti spesso insieme a vini liquorosi tipici della regione, come il Marsala o la Malvasia. 
Questi dolci tradizionalmente venivano preparati durante la festa della Madonna della lettera, patrona della città. Per commemorare la festa patronale, il 3 giugno gli 'nzuddi si tingono di bianco con lo zucchero riproducendo tante piccole lettere con il testo sintetizzato da bianchi cannellini posti in superficie.
Una variante diversa di questi dolci si è diffusa anche in altre parti della Sicilia, dove vengono preparati in occasione della festività dei Morti e di Ognissanti.